# Caralluma sinaica
Caralluma sinaica är en oleanderväxtart som först beskrevs av Decaisne, och fick sitt nu gällande namn av Alwin Berger. Caralluma sinaica ingår i släktet Caralluma och familjen oleanderväxter. Inga underarter finns listade i Catalogue of Life.